# Économiques (Aristote)
Pour les articles homonymes, voir Économie.
Les Économiques (en grec ancien : Οἰκονομικά) sont un "Pseudo-Aristote" (oeuvre attribuée à tort par la tradition à Aristote) qui aborde des questions politiques et économiques. Elle est composée de trois livres, dont l'authenticité fait débat.

## Présentation

### Contenu
Les Économiques sont un ensemble de trois livres qui traite de questions économiques et politiques. Nicolas Oresme a présenté l'ouvrage comme un traité d'économie domestique, qui enseigne les manières « de gouverner hostel et mesnage ». Il s'agit pour Aristote, « prince des philosophes peripatetiques et jadis maistre du grant Alexandre », d'informer les hommes de la manière de « honnestement et proffitablement gouverner la chose domestique ».
Les Économiques sont le deuxième plus ancien ouvrage conservé de la littérature grecque portant sur l'économie. Xénophon avait précédemment consacré un traité à l'administration des domaines agricoles et de la famille sous le nom d’Économique (Οἰκονομικός).

### Historique de publication
Les Économiques nous sont parvenues, pour les deux premiers livres, en grec ancien. Le troisième nous est seulement parvenu dans des traductions en latin médiéval. Une partie du deuxième livre est peut-être un fragment issu d'un autre traité d'Aristote, désormais perdu, appelé Sur la richesse. 
Des trois livres, l'authenticité du premier est la plus assurée. Il est proche parfois par certains sujets traités de l’Économique de Xénophon, mais a aussi d’importants points communs avec la Politique d’Aristote, où on trouve d’ailleurs un passage qui semble annoncer le texte sur la liberté à offrir aux esclaves.
On considère depuis les travaux de Gérard Vossius que les deux derniers livres sont apocryphes. Diogène Laërce ne connaît que le premier livre des Économiques, et ces derniers sont écrits dans un style différent. Certains experts, comme Hoefer, soutiennent toutefois que si le livre nous est bien parvenu « tronqué et incomplet », mais que la différence de style des derniers livres n'est pas un argument suffisant pour remettre en doute l'authenticité. La plupart des experts contemporains attribuent l'ouvrage à un étudiant d'Aristote, ou à son successeur Théophraste.
Le livre III, conservé seulement en latin, traite des rapports de l'homme et de la femme dans un couple, et apparaît donc comme un complément des chapitres 3 et 4 du livre I. Dans certaines éditions latines, il est inséré entre les livres I et II.

## Résumé

### Livre I

#### Chapitre 1: différence entre l'économie domestique et politique
Aristote se propose d'emblée de distinguer la science politique et la science économique. La première traite de l'organisation de la cité, tandis que la deuxième traite de l'administration de la propriété domestique. L'autre différence fondamentale tient au décideur : tandis que le gouvernement est « entre les mains de plusieurs chefs » (« ἡ μὲν πολιτικὴ ἐκ πολλῶν ἀρχόντων ἐστίν »), l'administration domestique est le fait d'un seul (« ἡ οἰκονομικὴ δὲ μοναρχία »).
Il existe un art pour fabriquer et organiser toute chose. Il en va ainsi de l'art de la fabrication de la lyre, comme l'art de la fabrication d'une constitution d'un État. La science économique se propose de trouver des règles qui permettent « l'acquisition d'une maison et la jouissance de ce bien ». 
L'auteur rappelle que la cité est naturelle. Elle se définit comme une agrégation de « maisons, de territoire et de possessions », qui doivent suffire « à l'entretien d'une vie bonne » (« πρὸς τὸ εὖ ζῆν »). 
Aristote soutient la thèse de l'antériorité de l'économie sur la politique. En effet, l'objet étant toujours antérieur à l'instrument qui l'a créé, la science économique est nécessairement antérieure à la science politique.

#### Chapitre 2: des parties de la famille, l'homme et la possession
Aristote aborde la composition du domaine. L'économie domestique a, parmi ses objets, les devoirs de la femme, et doit « nous la faire voir telle qu'elle doit être ». Il s'agit aussi de régler l'agriculture, premièrement, et les industries, deuxièmement. Le philosophe fait grand cas de l'agriculture, qui est « le plus dans l'ordre de la justice », et croît grâce à la terre.
Le travail de la terre a un effet positif, qui est de contribuer « à la force de l'homme ». Contrairement aux métiers d'atelier, qui rendent le corps chétif, l'agriculture rend l'homme « apte à supporter les veilles, la figure, et, en outre, dispose à subir les périls de la guerre ».

#### Chapitre 3: des devoirs du mari et de la femme
L'union de la femme et de l'homme est l'association (« Κοινωνία ») la plus naturelle qui soit. Cela est dû à ce que, naturellement, le mâle et la femelle ont chacun besoin l'un de l'autre. Chez les autres animaux, l'association se font par l'instinct, et a pour objectif « la propagation de l'espèce ». Chez les animaux plus intelligents, on trouve, en plus, les manifestations d'un attachement réciproque : l'homme et la femme « se portent des secours mutuels », et cela est surtout vrai pour l'homme.
Contrairement aux êtres qui sont seulement instinctifs, l'homme et la femme font des enfants « dans un but d'utilité », et non « pas seulement par obéissance à la nature ». Ainsi, lorsqu'ils sont vieux, les parents reçoivent l'aide de leurs enfants. Cela permet de perpétuer « le cercle éternel » : quoique le nombre passe, « l'espèce reste ».
Comment le rôle de l'homme et de la femme est-il défini ? Aristote répond : par la divinité, par la nature. Ainsi, « l'un des sexes est créé fort, l'autre faible » (« τὸ μὲν γὰρ ἰσχυρότερον, τὸ δ´ ἀσθενέστερον ἐποίησεν »). Le premier est caractérisé par le courage, l'autre par la crainte. Ainsi se divise la gestion de la demeure : l'homme « apporte des biens du dehors », la femme « conserve les biens de l'intérieur ». Le père doit s'assurer du développement physique des enfants, et la mère, du développement moral et de l'éducation. 

#### Chapitre 4: devoirs du mari envers la femme
Il est nécessaire, selon l'auteur, qu'il y ait des lois qui protègent la femme et « la préservent de toute injustice ». Cela est aussi à l'avantage de l'homme, car ces lois assurent qu'il ne lui sera fait aucun tort. Le mari ne doit jamais commettre un adultère. La femme, elle, doit « s'habituer à vivre en bonne intelligence avec son mari ». 
Aristote cite un vers d'Hésiode, selon lequel « la vierge qui devient épouse doit apprendre des mœurs chastes ». 

#### Chapitre 5: comment il faut faire usage des esclaves
Ce livre est dédié aux esclaves. L'homme est le premier, le meilleur, le plus nécessaire et le plus éminent des biens acquis. Les esclaves que l'on achète doivent être dévoués. Il en existe deux sortes : les intendants, et les ouvriers. 
Le maître doit avoir un rapport juste avec l'esclave en étant ni trop sévère, ni trop indulgent. Il doit donner « des aliments en abondance » (« τροφῆς πλῆθος ») aux esclaves, ainsi qu'« accorder de l'estime à ceux qui se livrent à des occupations plus libérales ». Il ne faut pas faire boire trop d'alcool à ses esclaves, pour des raisons de santé.
Aristote rappelle que, comme tout un chacun, les esclaves « deviennent plus mauvais, lorsque les bons ne reçoivent pas de récompense en rapport avec leurs actions, et qu'il n'y a ni prix pour la vertu ni châtiment pour le vice ». Le bon maître récompense ainsi le mérite de chacun. « Il est conforme à la justice et à l’intérêt de leur proposer comme récompense, la liberté, car ils se donnent volontiers de la peine lorsqu’une récompense est en jeu et que leur temps de servitude est limité. Il faut aussi s’assurer de leur fidélité en leur permettant d’avoir des enfants ».
Aristote partage l'opinion de Xénophon, qui conseille de loger esclaves hommes et femmes séparément, pour éviter les naissances contre le vœu du propriétaire. Le motif est qu'il revient moins cher d’acheter un esclave que de l’élever ; en outre, l’accouchement met en danger la vie de la mère esclave, et le bébé n’est pas assuré de survivre jusqu’à l’âge adulte.

#### Chapitre 6: de l'économie et de l'intendance de la maison
Aristote distingue quatre espèces d'économes, parmi lesquels ceux qui « ont le pouvoir d'acquérir des biens », ceux qui savent « acquérir et conserver » les biens, etc.
L'auteur soutient qu'il est nécessaire de mettre en œuvre les pratiques économiques courantes dans l'Attique que sont le marché : « on revend ce que l'on achète », car « dans de petits ménages, il n'y a pas de place pour cumuler des trésors ».
Les maîtres doivent ne pas se montrer insouciants, car alors « il est impossible que les intendants remplissent bien leurs devoirs ». Chacun doit être soumis à la surveillance du mari, et pour certaines activités, à celle de la femme. Le maître doit dans tous les cas donner l'exemple en se levant plus tôt et en se couchant plus tard que les domestiques.
Plusieurs critères entrent en ligne de compte dans l'acquisition de propriétés foncières. Selon Aristote, « il s'agit de voir quelles sont celles qui conviennent à la culture des arbres fruitiers et des plantes qui fournissent des étoffes pour l'habillement ». Dans le cadre de la cuisine, il faut suivre la coutume des Lacédémoniens, qui est que « tout instrument doit être à sa place afin qu'on l'ait sous la main lorsqu'on veut s'en servir ».

### Livre II

#### Première partie
La première partie du livre II, brève, est d'ordre théorique. L'auteur définit d'abord les qualités de l'administrateur économique : il doit « bien connaître les localités de son ressort » ; « être doué de talents naturels » ; être « ami du travail » ; et « être juste ». Il ne doit manquer d'aucune de ces qualités.
Après cela, l'auteur distingue quatre sortes d'« économies ». Il y a l'administration économique « royale » (βασιλική), l'administration économique « satrapique », c'est-à-dire celle des provinces (en grec ancien, σατραπική), celle de la Cité (aussi appelée « politique », du grec πολιτική), et l'administration « privée » (ἰδιωτική), celle de la demeure. Ces quatre sortes d'administration de l'économie se distinguent par leur niveau, du plus grand (le royaume, c'est-à-dire l’État) au plus petit (la demeure, lieu de l'économie privée).
- L'administration de l'économie de l’État (du royaume) est celle qui offre la plus grande puissance (une « puissance absolue »). Celui qui gère l'économie de l’État doit s'occuper de la gestion de la monnaie, du commerce (importations et exportations), ainsi que des dépenses publiques. La gestion de la monnaie exige de « savoir quand il faut en hausser ou baisser la valeur ». Le choix des produits que l'on importe et que l'on exporte est aussi capital. Celui qui gère l'économie de l’État doit, enfin, savoir « s'il faut payer les dépenses en monnaies ou en marchandises »[2].
- La gestion de l'économie d'une province est ce à quoi le gouverneur de la province fait face. Il doit gérer les revenus de la province, qui viennent du foncier, des « produits particuliers du sol », des « bénéfices du commerce », de l'impôt direct, de celui sur les troupeaux, et, enfin, de la taxation des capitaux et des produits industriels[2].
- La Cité, elle, gère principalement la taxation locale, à travers les produits du commerce, de l'impôt sur les jeux, ainsi que les transactions journalières[2].
- L'administration privée, enfin, remarque l'auteur, « n’est pas partout uniforme », parce qu'elle n'a pas un but unique. Comme la terre et les travailleurs sont restreints, « les recettes et les dépenses sont peu considérables »[2].

#### Deuxième partie
La seconde partie, bien plus longue et d'ordre historique, est un recueil assez décousu d'anecdotes. Elles rapportent des expédients des États aux abois pour se procurer de l'argent. 
L'auteur raconte l'histoire de Cypsélos, tyran de Corinthe, qui avait annoncé aux habitants que s'il devenait maître de la ville, il consacrerait à Jupiter tous les biens des Corinthiens. Une fois au pouvoir, il ordonna un recensement des richesses, et saisit chaque année un dixième des richesses. Au bout de dix ans, « il se trouva en possession de tous les biens qu'il avait consacrés à Jupiter ». 
Les habitants de Byzance, eux, parce qu'ils n'avaient pas l'argent pour rembourser leurs dettes, ont mis en place des politiques radicales : ils « vendirent les terres sacrées » ; « ils vendirent de même les biens nationaux » ; « ils vendirent ensuite à ces sociétaires les domaines publics, situés à l'entour du Gymnase, aux environs de la place publique ». Ils augmentèrent ensuite les impôts, obligeant « les prestidigitateurs, les devins, les marchands de médicaments et autres industriels de ce genre, à payer, en impôt, le tiers de leurs recettes ». Ils élargirent la citoyenneté à ceux qui n'étaient issus que d'un seul parent citoyen. Enfin, ils « établirent une banque unique pour le change des monnaies », et mirent en place un contrôle des changes. Comme les habitants n'avaient, à la fin, toujours pas les moyens de rembourser leur dette, « ils décidèrent que celui qui paierait le tiers de la dette, sous forme d'impôt, serait maître de la propriété engagée ». Ainsi, « quelques étrangers domiciliés » devinrent encore plus riches.
L'auteur raconte qu'un gouverneur d'Égypte, appelé Evœsès le Syrien, fit pendre des hauts dignitaires lorsqu'il apprit qu'ils comptaient lancer une insurrection. Il dit aux familles des pendus qu'ils avaient été mis en prison, et qu'il fallait rembourser leur dette pour qu'ils soient libérés. Après « en avoir reçu la somme fixée, il ne leur rendit à tous que des cadavres ».

### Livre III

#### Chapitre 1
L'auteur définit ce qu'est une bonne femme. Elle doit être la maîtresse de sa maison, et surveiller tout ce qui s'y passe en fonction de règles prédéterminées. Elle ne fait entrer personne sans que son mari ne le sache, et doit fuir la rumeur, qui « empoisonne l'âme ». Elle doit exercer un contrôle sur les sommes dépensées lors des fêtes, sommes qui doivent avoir été approuvées par le mari. Elle doit être sobre dans ses habits et ses bijoux.
Une femme doit obéir son mari, ne pas s'impliquer dans les affaires publiques, et ne pas s'occuper d'arranger le mariage de ses enfants. La femme montre sa force dans l'adversité, où elle doit rester auprès de son mari.

#### Chapitre 2
L'homme doit suivre des règles de vie similaires pour traiter sa femme de manière juste. La femme d'un homme a promis de faire de lui son partenaire pour la vie et de procréer. Les enfants portent par ailleurs le nom du père comme de la mère. Les parents doivent éduquer leurs enfants afin que les enfants connaissent leurs devoirs envers leurs anciens. Il faut les traiter de manière juste pour être traité de manière juste. Une fois adultes, les enfants soutiendront leurs parents lorsque ces derniers seront dans un âge avancé. 
La meilleure manière d'honorer une femme vertueuse est d'être mariée à un homme qui lui est loyal, et qui n'aime pas d'autre femme. Si un homme est loyal, alors la femme sera loyale elle-même. Dès lors que l'homme commet un adultère et fait engendrer un enfant d'une autre femme, l'enfant adultère aura autant de droits que les enfants légaux, la femme perdra son honneur, et l'enfant bâtard ne l'aura jamais. 

#### Chapitre 3
L'homme doit être juste, précis et mesuré, dans son comportement avec sa femme comme dans les mots qu'il utilise avec elles. Il doit la traiter avec retenue et confiance, et passer par-dessus les erreurs triviales ou non voulues qu'elle a pu commettre. Si elle a commis des erreurs par ignorance, il doit la conseiller sans la menacer, de manière courtoise et modeste.
Il est toutefois nécessaire, selon l'auteur, que l'homme ne soit pas laxiste : il ne doit pas être indifférent à ses erreurs. Cela convient aux relations de courtisanerie, mais pas à la vie conjugale, qui doit être faite d'un « mélange modeste d'amour et de peur ». En étant juste avec elle, la femme agit en l'absence de l'homme comme s'il était là. 
Ainsi, Ulysse a été juste en restant loyal à Pénélope, là où Agamemnon a été injuste envers sa femme en déclarant en public que Chryséis était l'égale de Clytemnestre. 

#### Chapitre 4
L'auteur considère exemplaire le discours d'Ulysse à Nausicaa. Ce premier rend clair à cette dernière qu'il a une haute opinion du compagnonnage d'un homme et d'une femme mariés, et que le mariage vise l'unité de l'esprit à des fins justes. Il n'y a pas, selon lui, plus grand bonheur sur Terre sur la vie conjugale harmonieuse.
Pour atteindre une telle vie, il est nécessaire que le mari comme la femme accomplissent leurs devoirs. Le devoir du mari est autant envers lui-même qu'envers sa femme. Les devoirs des parents sont envers les enfants, mais aussi envers leurs amis et leur propriété. La conclusion du livre est qu'il revient à chacun de maintenir, durant leur vie, une attitude juste envers les mortels comme les dieux, sans jamais faire préjudice à sa femme, ses enfants et ses parents.

## Débats au sujet de l'authenticité de l’œuvre

### Authenticité du livre I
Il n'y a pas d'objection de fond à attribuer le livre I à Aristote. Diogène Laërce, dans son catalogue des œuvres d'Aristote, qu'il a sans doute emprunté à Ariston de Céos, cite un traité en un seul livre intitulé, selon les manuscrits, Περὶ οἰκονομίας ou Οἰκονομικός (n° 23 de la liste) ; ce pourrait très bien être notre livre I. Une objection est que Philodème de Gadara, parlant de toute évidence de ce livre I dans son Περὶ οἰκονομίας retrouvé dans les papyrus d'Herculanum, l'attribue à Théophraste (auquel Diogène Laërce, dans son catalogue d'œuvres pourtant impressionnant, n'attribue aucun traité de ce titre). C'est peut-être une erreur de Philodème.
Eu égard à l'organisation maladroite du livre, on peut également penser qu'il s'agit d'un texte constitué par un disciple à partir de simples notes de cours du maître.

### Authenticité du livre II
Le livre II ne peut absolument pas être d'Aristote. Cette dernière certitude s'appuie notamment sur des arguments d'ordre chronologique (le livre est postérieur à la mort d'Alexandre le Grand), mais aussi lexicologique (pas moins de 110 mots du texte ne se retrouvent nulle part ailleurs chez Aristote, alors que c'est le cas de moins de 10 mots dans le livre I). De plus, la méthode de l'accumulation d'anecdotes n'est pas de la manière du philosophe.

### Authenticité du livre III
Quant au livre III, conservé en latin, il vient sûrement d'un original grec, et rien n'interdit de le faire remonter au IVe siècle av. J.-C., voire de l'attribuer à Aristote (contrairement au livre II). Le classiciste allemand Valentin Rose a formulé l'hypothèse que ce livre n'était autre que le Περὶ συμϐιώσεως ἀνδρὸς καὶ γυναικός et les Νόμοι ἀνδρὸς καὶ γαμετῆς, qui sont les n° 165 et 166, renvoyant selon lui au même ouvrage, du catalogue des œuvres d'Aristote figurant dans la Vie d’Aristote attribuée à Hésychios de Milet, appelée traditionnellement Vita Menagiana. Le texte entier n'est peut-être pas d'un seul auteur, et une hypothèse (citée dans l'introduction de Jules Tricot) est qu'une partie serait d'un disciple immédiat d'Aristote, et une autre d'un stoïcien de l'époque impériale (IIe  ou IIIe siècle apr. J.-C.). 
Du fait de la grande incertitude autour de ce livre, qui n'appartient en fait pas pour nous à la littérature de langue grecque, plusieurs éditions depuis le XIXe siècle n'intègrent que les livres I et II.

### Traductions latines
Il existe trois traductions latines attestées du texte remontant au XIIIe siècle :
- l'une, perdue, est attestée par des notes marginales dans deux manuscrits et par quelques citations d'auteurs ;
- une autre est appelée traditionnellement translatio vetus et a été attribuée par Jean-Barthélemy Hauréau[12] à Guillaume de Moerbeke, attribution contestée ensuite par d'autres savants ;
- la troisième est la translatio Durandi due à Durand d'Auvergne (ne comportant que les livres I et III), dont un colophon de manuscrit (dont l'interprétation fait débat) révélerait qu'elle aurait été réalisée à Anagni en 1295 avec l'aide d'un archevêque et d'un évêque grecs[13]. Nicole Oresme a ensuite traduit la translatio Durandi en moyen français, dans les années 1370, à la demande du roi Charles V. À la Renaissance, le livre I fut retraduit en latin par Leonardo Bruni en 1420/21 pour Cosme de Médicis, puis par Bernardino Donato en 1540. On conserve également deux traductions des livres I et III en hébreu datés du XVe siècle, l'une d'après la translatio Durandi, l'autre d'après la version latine de Leonardo Bruni.

## Traductions françaises
- Aristote (trad. Jules Tricot), Les économiques, Paris, Librairie philosophique J. Vrin, coll. « Bibliothèque des textes philosophiques », 1989 (1re éd. 1978), 80 p. (ISBN 978-2-7116-0023-6, BNF 37157622)
- Aristote, Économique, texte établi par B. A. van Groningen, traduction par André Wartelle, Les Belles Lettres, 2002.

## Étude critique
- Pierre Thillet, « Les Économiques d'Aristote : Aristote, Économique. Texte établi par B. A. van Groningen et André Wartelle. Les Belles Lettres 1968 », Revue des Études Grecques, t. 82, nos 391-393,‎ juillet-décembre 1969, p. 563-589 (lire en ligne)